# 小行星5890
小行星5890（5890 Carlsberg）是一颗绕太阳运转的小行星，为主小行星带小行星。该小行星于1979年5月19日发现。

## 轨道参数
小行星5890的轨道半长轴为2.6790622 UA，离心率为0.186。